# 沃特維爾鎮區 (堪薩斯州馬歇爾縣)
沃特維爾鎮區（英語：Waterville Township）為美國堪薩斯州馬歇爾縣轄下的鎮區。2010年美国人口普查中此鎮區人口有805人。

## 地理
沃特維爾鎮區涵蓋總面積為93平方（35.9平方英里），其中陸地面積為92.0平方（35.51平方英里），水域面積為1.0平方（0.39平方英里）或1.09%。海拔高度348（1,142英尺）。

## 人口統計
根據2010年美國人口普查，沃特維爾鎮區人口有805人，其中男性有390人，女性有415人，人口密度為每平方公里8.66人，住房計390戶。鎮區內的白人有794人，非裔美國人有2人，美洲原住民有0人，亞裔美國人有1人，太平洋島裔美國人有0人，其他種族有1人，混血種族則有7人。此外鎮區內有15人為西班牙裔或拉丁裔美國人。此鎮區之年齡中位數為43.3歲，而男性年齡中位數為44.4歲，女性年齡中位數為41.2歲。

## 交通

### 主要公路
- 77號美國國道
- 9號堪薩斯州州道